# The Green Hornet (televíziós sorozat)
A The Green Hornet (magyar fordításban „zöld lódarázs” vagy „zöld dongó”) egy 1966–67-ben az ABC csatornán sugárzott amerikai televíziós sorozat volt. A sorozatot az azonos című rádiójáték alapján készítették, főszereplője Van Williams és Bruce Lee volt. Ez volt Lee első amerikai filmszerepe. 
2011-ben a történetet mozivászonra vitték Seth Rogen és Jay Chou főszereplésével, Zöld darázs címmel.

## Történet
A Daily Sentinel újság tulajdonosa, Britt Reid nappal újságíró, éjjel pedig a Green Hornet nevű maszkos hős, aki harcművész és feltaláló társával, Katoval az oldalán a bűnözők ellen harcol.